# هابل سه‌بعدی
هابل سه‌بعدی (به انگلیسی: Hubble 3D) نام فیلم مستندی دربارهٔ مأموریت تعمیر تلسکوپ فضایی هابل است.

## محتوای فیلم
به واسطه قابلیت‌های سه بعدی آی‌مکس، فیلم مستند هابل سه‌بعدی، علاقه‌مندان به سینما را قادر می‌سازد که از طریق سفر مجازی به کهکشانها، عظمت و اسرار کیهان را کاوش کرده و فضانوردانی را که در حال راهپیمایی در فضا و انجام سخت‌ترین و مهم‌ترین عملیات در تاریخ ناسا هستند، همراهی کنند. این فیلم نگاهی به اهمیت تلسکوپ فضایی هابل دارد.
هابل سه بعدی به تهیه‌کنندگی و کارگردانی تونی مایرز، محصول مشترک آی‌مکس، برادران وارنر و سازمان فضایی ناسا است که در ۱۹ مارس ۲۰۱۰ به روی پرده رفت.
این فیلم نگاهی دارد به شفق قطبی زحل، سحابی هلیکس در صورت فلکی دلو، سحابی عقاب، کهکشان مارپیچی آندرومدا و سحابی پروانه.
تلسکوپ فضایی هابل اطلاعات و تصاویری را با جزئیات بالا به زمین ارسال کرده‌است که دانشمندان و متخصصان سینمایی، قادر هستند با استفاده از فناوری پیشرفته رایانه‌ای CGI، بیننده را به اعماق این تصاویر ببرند.
این تصاویر انیمیشنی در آزمایشگاه تجسم پیشرفته در مرکز NCSA ساخته شده‌است.

## فیلمبرداری
تصاویری که در فیلم مستند هابل ۳ بعدی منتشر شده‌اند، از چندین منبع مختلف ازقبیل دوربین‌های آی مکس، گردآوری گردیده‌اند؛ دوربین‌هایی که بر روی شاتل فضایی نصب شده و کار تصویربرداری از نمای بسته ماهواره را هموار کرده بودند. برخی از تصاویر به وسیله دوربین‌های آی مکسی که در نخستین مأموریت تعمیر تلسکوپ فضایی هابل (۱ دسامبر ۱۹۹۳) بر روی شاتل قرار داشتند، تهیه شده و قسمتی از این تصاویر هم به واسطه دوربین‌های سه‌بعدی آی مکس که در مأموریت اخیر (۴ مه ۲۰۰۹) به فضا حمل می‌شدند، ضبط گردیده‌است.

## نظر منتقدان
منتقدان نظر مثبتی نسبت به این فیلم داشتند. نتایج مجموع نظراتی که راتن تومیتوس از ۳۵ تن از منتقدان منتشر کرده، نشان دهنده نظر مثبت ۸۹ درصد از آن‌هاست که رتبه «تازه» را به این فیلم داده‌اند.
مجموع نظرات ۱۳ منتقد وبگاه متاکریتیک نیز از امتیاز ۷۹ از ۱۰۰ حکایت دارد که بیانگر «نظر مطلوب» آنها است.